# Ansatz de Bethe
En física, el ansatz de Bethe es un método de suposición (ansatz) para encontrar las funciones de onda exactas de ciertos modelos cuánticos unidimensionales de muchos cuerpos. Fue inventado por Hans Bethe en 1931 para resolver el modelo de Heisenberg unidimensional antiferromagnético. Desde entonces, el método se ha extendido a otros modelos en una dimensión: la cadena de Heisenberg (anisotrópica) (modelo XXZ), la interacción de Lieb-Liniger del gas de Bose, el modelo Hubbard, el modelo de Kondo, el modelo de impurezas de Anderson, el modelo de Richardson, etc.

## Discusión
En el marco de la mecánica cuántica de muchos cuerpos, los modelos que se pueden resolver mediante el ansatz de Bethe se pueden contrastar con los modelos de fermiones libres. Se puede decir que la dinámica de un modelo libre es reducible de un cuerpo: la función de onda de muchos cuerpos para fermiones (bosones) es el producto antisimetrizado (simétrizado) de las funciones de onda de un cuerpo. Los modelos que se pueden resolver con el ansatz de Bethe no son gratuitos: el sector de dos cuerpos tiene una matriz de dispersión no trivial, que en general depende de los momentos.
Por otro lado, la dinámica de los modelos que se pueden resolver con el ansatz de Bethe es reducible en dos cuerpos: la matriz de dispersión de muchos cuerpos es un producto de matrices de dispersión de dos cuerpos. Las colisiones de muchos cuerpos ocurren como una secuencia de colisiones de dos cuerpos y la función de onda de muchos cuerpos se puede representar en una forma que contiene solo elementos de las funciones de onda de dos cuerpos. La matriz de dispersión de muchos cuerpos es igual al producto de las matrices de dispersión por pares.
La forma genérica del ansatz de Bethe para una función de onda de muchos cuerpos es
{\displaystyle \Psi _{M}(j_{1},\cdots ,j_{M})=\prod _{M\geq a>b\geq 1}{\text{sgn}}(j_{a}-j_{b})\sum _{P\in P_{M}}(-1)^{[P]}e^{i\sum _{a=1}^{M}k_{P_{a}}j_{a}+{\frac {i}{2}}\sum _{M\geq a>b\geq 1}{\text{sgn}}(j_{a}-j_{b})\phi (k_{P_{a}},k_{P_{b}})}}
en el cual {\displaystyle M} es el número de partículas, {\displaystyle j_{a},a=1,\cdots M} su posición, {\displaystyle P_{M}} es el conjunto de todas las permutaciones de los enteros {\displaystyle 1,\cdots ,M}, {\displaystyle k_{a}} es el (cuasi) impulso del {\displaystyle a} -ésima partícula, {\displaystyle \phi } es la función de desplazamiento de fase de dispersión y {\displaystyle sgn} es la función de signo. Esta forma es universal (al menos para sistemas no anidados), y las funciones de momento y dispersión dependen del modelo.
La ecuación de Yang-Baxter garantiza la consistencia de la construcción. El principio de exclusión de Pauli es válido para modelos que pueden resolverse mediante el ansatz de Bethe, incluso para modelos de bosones que interactúan.
El estado fundamental es una esfera de Fermi. Las condiciones de contorno periódicas conducen a las ecuaciones del ansatz de Bethe. En forma logarítmica, las ecuaciones del ansatz de Bethe pueden generarse mediante la acción de Yang. El cuadrado de la norma de la función de onda de Bet es igual al determinante de la matriz de segundas derivadas de la acción de Yang. El desarrollo del ansatz de Bethe algebraico condujo a un progreso esencial.
El método de dispersión inversa cuántica ... un método bien desarrollado ... ha permitido resolver una amplia clase de ecuaciones de evolución no lineal. Explica la naturaleza algebraica del ansatz de Bethe.
Las soluciones exactas del llamado modelo s-d (por P. B. Wiegmann en 1980 e independientemente por N. Andrei, también en 1980) y el modelo de Anderson (por P. B. Wiegmann en 1981, y por N. Kawakami y A. Okiji en 1981) también se basan en el ansatz de Bethe. Existen generalizaciones multicanal de estos dos modelos también susceptibles de soluciones exactas (por N. Andrei y C. Destri y por CJ Bolech y N. Andrei ).

## Ejemplo: la cadena antiferromagnética de Heisenberg
La cadena antiferromagnética de Heisenberg está definida por el hamiltoniano (asumiendo condiciones de contorno periódicas)
{\displaystyle H=J\sum _{j=1}^{N}{\boldsymbol {S}}_{j}\cdot {\boldsymbol {S}}_{j+1},\qquad {\boldsymbol {S}}_{j+N}\equiv {\boldsymbol {S}}_{j}.}
Este modelo se puede resolver usando el ansatz de Bethe. La función de desplazamiento de fase de dispersión es {\displaystyle \phi (k_{a}(\lambda _{a}),k_{b}(\lambda _{b}))=\theta _{2}(\lambda _{a}-\lambda _{b})}, con {\displaystyle \theta _{n}(\lambda )\equiv 2\arctan {\frac {2\lambda }{n}}} en el que el impulso ha sido convenientemente reparametrizado como {\displaystyle k(\lambda )=\pi -2\arctan 2\lambda } en términos de rapidez {\displaystyle \lambda }. Las condiciones de contorno (aquí, periódicas) imponen las ecuaciones de Bethe
{\displaystyle \left[{\frac {\lambda _{a}+i/2}{\lambda _{a}-i/2}}\right]^{N}=\prod _{b\neq a}^{M}{\frac {\lambda _{a}-\lambda _{b}+i}{\lambda _{a}-\lambda _{b}-i}},\qquad a=1,...,M}
o más convenientemente en forma logarítmica
{\displaystyle \theta _{1}(\lambda _{a})-{\frac {1}{N}}\sum _{b=1}^{M}\theta _{2}(\lambda _{a}-\lambda _{b})=2\pi {\frac {I_{a}}{N}}}

## Cronología
- 1928: Werner Heisenberg publica su modelo.[10]
- 1930: Felix Bloch propone un Ansatz demasiado simplificado que calcula mal el número de soluciones de la ecuación de Schrödinger para la cadena de Heisenberg.[11]
- 1931: Hans Bethe propone el Ansatz correcto y muestra cuidadosamente que produce el número correcto de funciones propias.[12]
- 1938: Lamek Hulthén obtiene la energía del estado fundamental exacta del modelo de Heisenberg.[13]
- 1958: Raymond Lee Orbach usa el ansatz de Bethe para resolver el modelo de Heisenberg con interacciones anisotrópicas.[14]
- 1962: J. des Cloizeaux y J. J. Pearson obtienen el espectro correcto del antiferromagneto de Heisenberg (relación de dispersión de espín),[15] mostrando que difiere de las predicciones de la teoría de onda de espín de Anderson[16] (el prefactor constante es diferente).
- 1963: Elliott H. Lieb y Werner Liniger proporcionan la solución exacta del gas Bose que interactúa con la función δ 1d[17] (ahora conocido como el modelo Lieb-Liniger). Lieb estudia el espectro y define dos tipos básicos de excitaciones.[18]
- 1964: Robert B. Griffiths obtiene la curva de magnetización del modelo de Heisenberg a temperatura cero.[19]
- 1966: C. N. Yang y C. P. Yang prueban rigurosamente que el estado fundamental de la cadena de Heisenberg viene dado por Bethe Ansatz.[20] Estudian propiedades y aplicaciones en[21] y.[22]
- 1967: C. N. Yang generaliza la solución de Lieb y Liniger del gas deBose que interactúa con la función δ a la simetría de permutación arbitraria de la función de onda, dando lugar al ansatz de Bethe anidado.[23]
- 1968 Elliott H. Lieb y F. Y. Wu resuelven el modelo 1d de Hubbard.[24]
- 1969: C. N. Yang y C. P. Yang obtienen la termodinámica del modelo de Lieb-Liniger,[25] proporcionando la base del Ansatz de Bethe Termodinámico (TBA).